# Saint-Quay-Portrieux
Saint-Quay-Portrieux (bretonisch: Sant-Ke-Porzh-Olued) ist eine französische Gemeinde mit 3.253 Einwohnern (Stand 1. Januar 2022) im Département Côtes-d’Armor in der Region Bretagne. Saint-Quay-Portrieux liegt an der Bucht Baie de Saint-Brieuc nahe Plouha, wo es mit 104 m die höchsten Klippen in der Bretagne gibt.

## Bevölkerungsentwicklung
| 1962 | 1968 | 1975 | 1982 | 1990 | 1999 | 2009 | 2016 |
| ---- | ---- | ---- | ---- | ---- | ---- | ---- | ---- |
| 3402 | 3105 | 3123 | 2977 | 3018 | 3114 | 3060 | 2918 |

## Baudenkmäler
Siehe: Liste der Monuments historiques in Saint-Quay-Portrieux

## Sehenswürdigkeiten

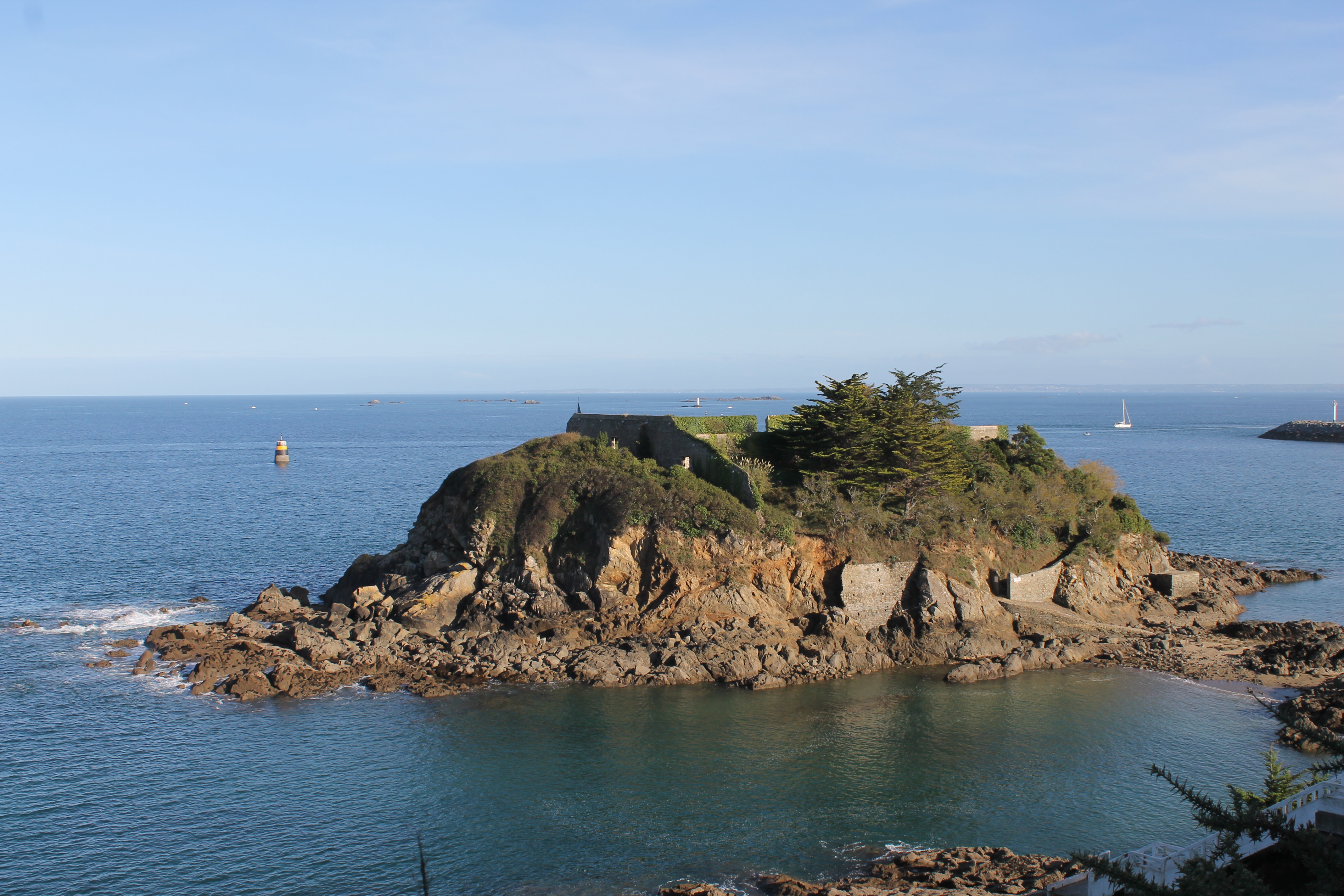
Gezeiteninsel Île de la Comtesse vor Saint-Quay-Portrieux